# Tracy-le-Mont
Tracy-le-Mont is een gemeente in het Franse departement Oise (regio Hauts-de-France). De plaats maakt deel uit van het arrondissement Compiègne. Tracy-le-Mont telde op 1 januari 2022 1.701 inwoners.

## Geografie
De oppervlakte van Tracy-le-Mont bedroeg op 1 januari 2022 18,57 vierkante kilometer; de bevolkingsdichtheid was toen 91,6 inwoners per km².

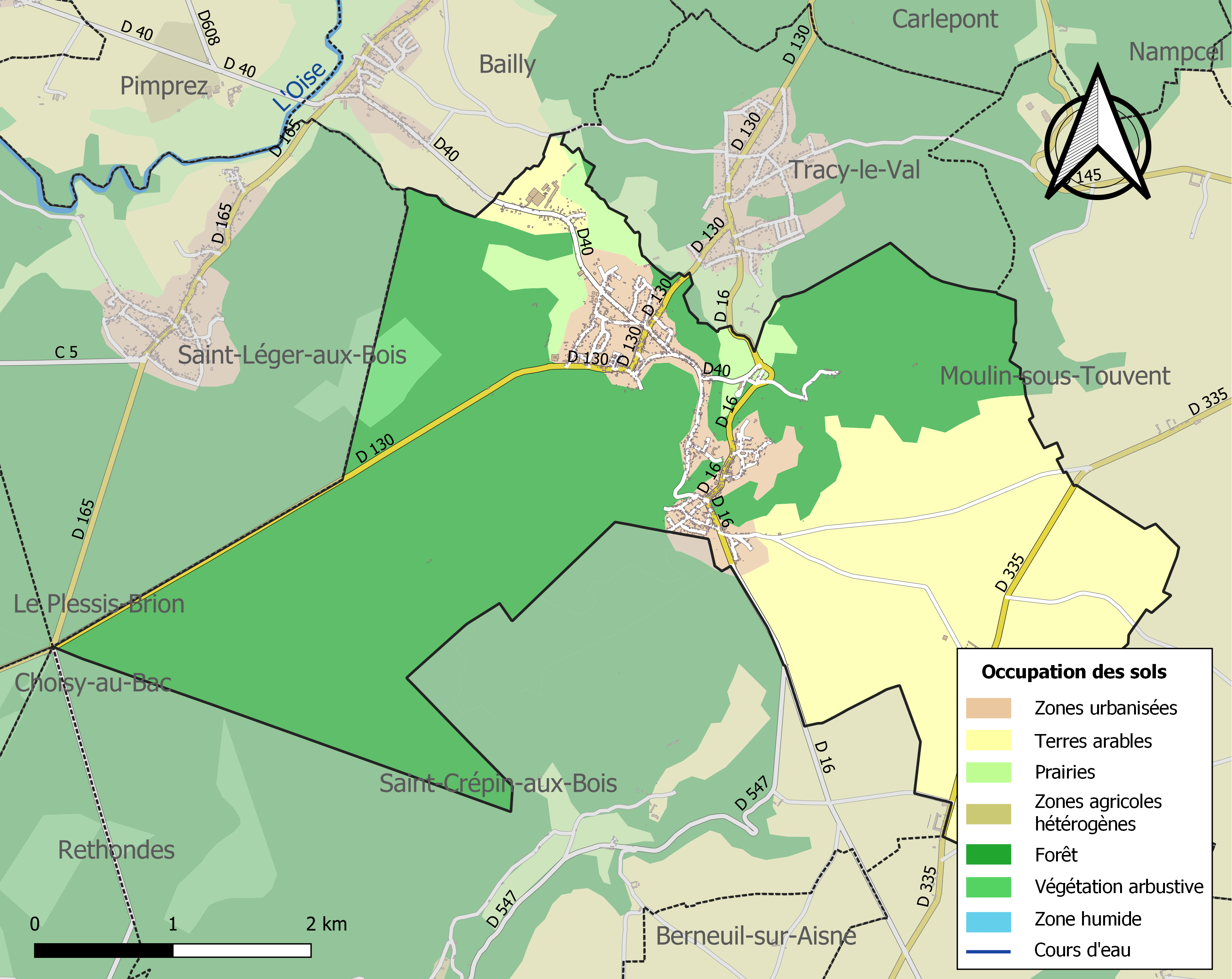
Kaart van de gemeente met belangrijkste infrastructuur, bodemgebruik en omliggende gemeenten

## Demografie
Onderstaande figuur toont het verloop van het inwonertal (bron: INSEE-tellingen).